# Зверобой пятнистый
Зверобо́й пятни́стый (лат. Hypericum maculatum) — травянистое растение, вид рода Зверобой семейства Зверобойные (Hypericaceae).
От близкородственного вида зверобоя продырявленного отличается четырёхгранным стеблем (у того вида стебель с двумя выступающими рёбрами), а также широкими чашелистиками. От зверобоя четырёхкрылого отличается бескрылыми рёбрами стебля и широкими чашелистиками, не оттянутыми в остроконечие.

## Ботаническое описание

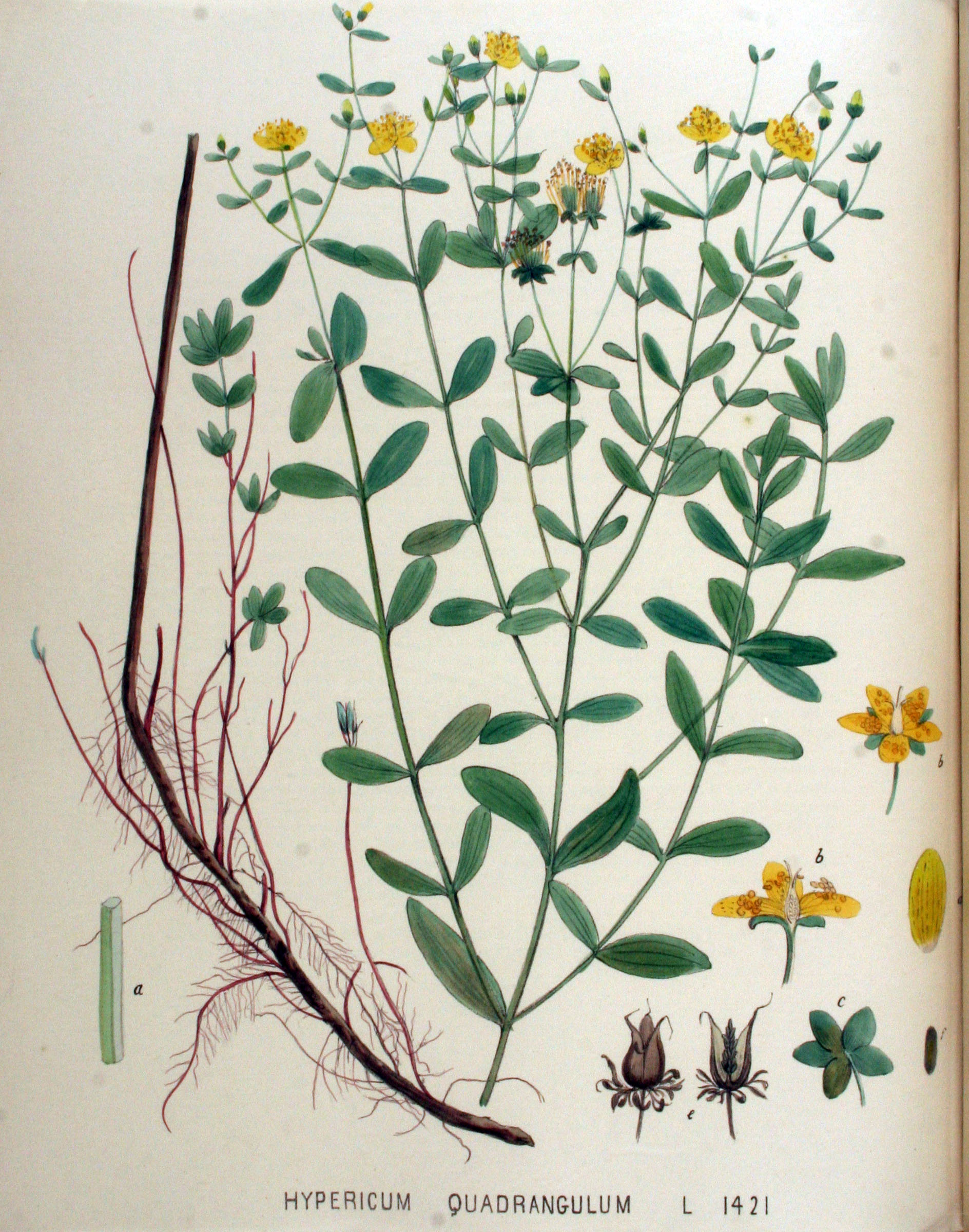

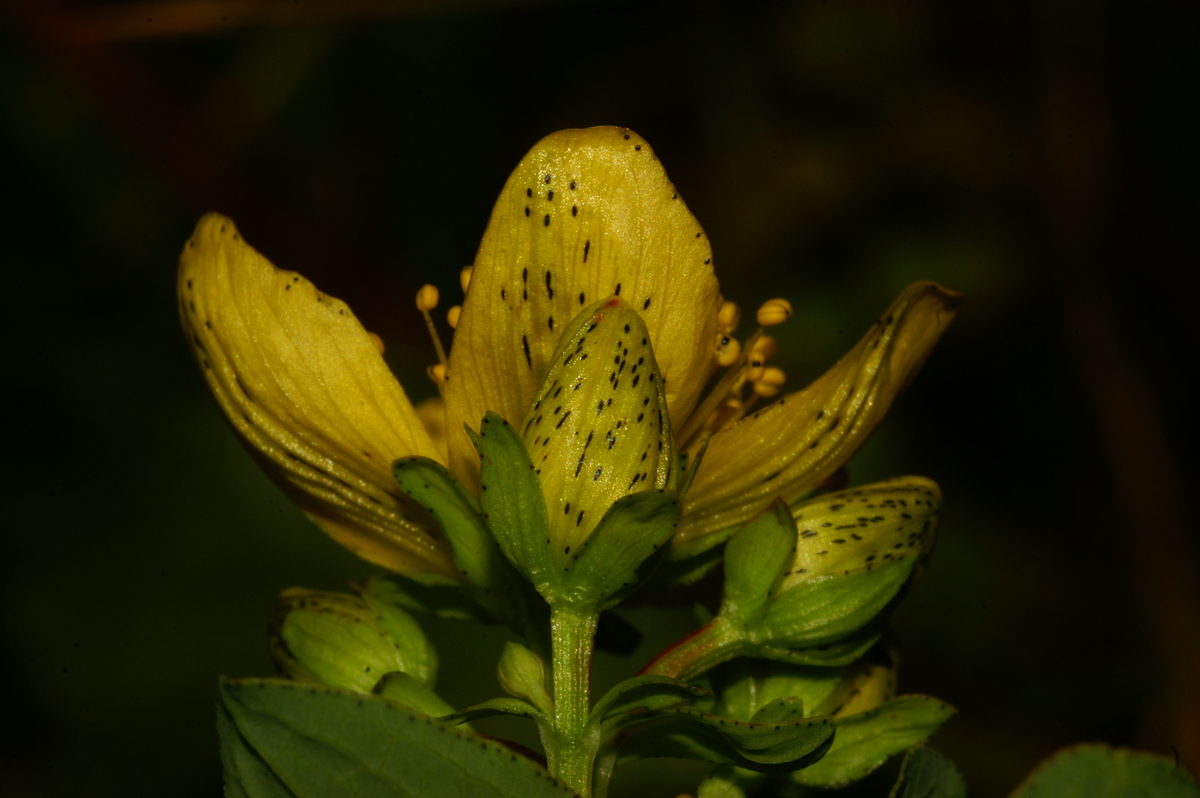
Цветок и бутоны, вид снизу. Видны тупые чашелистики

Многолетнее травянистое растение до 70 см высотой. Стебель прямостоячий, в верхней части нередко разветвлённый, голый, бурого или красновато-бурого цвета, выраженно четырёхгранный, без крыловидных отростков по рёбрам.
Листья супротивно расположенные вдоль стебля, сидячие, продолговато-яйцевидные, цельнокрайные, до 3 см длиной. На листовой пластинке имеются просвечивающие точечные желёзки.
Цветки в разреженном метельчатом соцветии на верхушке стебля, до 3 см в диаметре. Венчик пятилепестковый, раздельный, золотисто-жёлтого цвета, лепестки продолговато-эллиптической формы, тупоконечные, с чёрными точечными желёзками. Чашечка с пятью эллиптическими до яйцевидных тупоконечными чашелистиками, на поверхности которых также обычны чёрные точечные желёзки. Тычинки собраны в три пучка, многочисленные.
Плод — коричневая трёхгнёздная коробочка с многочисленными мелкими семенами.

## Распространение и среда обитания
Широко распространённый по всей Европе вид, в северных регионах крайне редкий. В Азии местами заходит в южные регионы Сибири.

## Хозяйственное значение и применение
Надземная часть растения используется в медицине. В Финляндии растение выращивается с целью использования лекарственного сырья.

## Классификация

### Таксономия
Hypericum maculatum Crantz, 1763, Stirp. Austr. Fasc. 2: 64
Вид Зверобой пятнистый относится к роду Зверобой (Hypericum) семейства Зверобойные (Hypericaceae) порядка Мальпигиецветные (Malpighiales), который последовательно входит в вышестоящие клады Фабиды → Розиды → Суперрозиды → Эвдикоты → Цветковые растения. Таксономическая схема в соответствии с Системой APG IV по состоянию на декабрь 2023 года:
|  |                          |  |                                   |                                   |                       |  | еще 35 семейств | еще 35 семейств |                    |  |                         |  | 517 подтвержденных видов и 91 вид, ожидающих подтверждения | 517 подтвержденных видов и 91 вид, ожидающих подтверждения |  |
|  |                          |  |                                   |                                   |                       |  | еще 35 семейств | еще 35 семейств |                    |  |                         |  | 517 подтвержденных видов и 91 вид, ожидающих подтверждения | 517 подтвержденных видов и 91 вид, ожидающих подтверждения |  |
|  |                          |  |                                   | порядок Мальпигиецветные          |                       |  |                 |                 | род Зверобой       |  |                         |  |                                                            |                                                            |  |
|  |                          |  |                                   | порядок Мальпигиецветные          |                       |  |                 |                 | род Зверобой       |  | 3 внутривидовых таксона |  |                                                            |                                                            |  |
|  | клада Цветковые растения |  |                                   |                                   | семейство Зверобойные |  |                 |                 | Зверобой пятнистый |  |                         |  |                                                            |                                                            |  |
|  | клада Цветковые растения |  |                                   |                                   |                       |  |                 |                 |                    |  |                         |  |                                                            |                                                            |  |
|  |                          |  | ещё 63 порядка цветковых растений | ещё 63 порядка цветковых растений |                       |  |                 | еще 5 родов     | еще 5 родов        |  |                         |  |                                                            |                                                            |  |
|  |                          |  |                                   | ещё 63 порядка цветковых растений |                       |  |                 |                 | еще 5 родов        |  |                         |  |                                                            |                                                            |  |

### Внутривидовые таксоны
- Hypericum maculatum subsp. immaculatum (Murb.) A.Fröhl.
- Hypericum maculatum subsp. maculatum
- Hypericum maculatum subsp. obtusiusculum (Tourlet) Hayek

### Синонимы
- Hypericum fallax f. punctatum O.Schwarz
- Hypericum quadrangulum auct.
- Hypericum quadrangulum subsp. maculatum (Crantz) Goday & Carbonell
- Hypericum quadrangulum var. maculatum (Crantz) Choisy
- Hypericum tetragonum Fr.